# Неллі Дрелл
Неллі Дрелл (ест. Nelly Drell, нар. 19 жовтня 1979, Таллінн) — естонська художниця.

## Біографія
Навчалася в Пелгулінській середній школі, цікавилася живописом, брала участь у виставках в центрі мистецтв Кулл і школі вуличного мистецтва Кеваде. Навчалася у 1998—2000 роках в Естонській академії мистецтв, а також в університеті Маямі у 2000—2001 роках (ступінь бакалавра живопису) і в Нью-Йоркської академії мистецтв в 2001—2003 роках (магістр живопису). Неллі експериментує з різними стилями, її картини виконані як у класичному стилі, так і в бароко. Зображує історичні події (в тому числі спортивні) і пейзажі, а також людей.
У міжнародних виставках бере участь з 1995 року, в 2001 році виграла премію Miami International Fine Arts College Young Visual Artist Award, в 2008 році премію Естонської спілки художників (перебуває в ній з 2005 року). Критики називають її блискучою художницею із зовнішністю моделі конкурсу «Міс світу», природженою ілюстраторкою,яка може створювати зображення із найнестійкішими мазками, надавати глибину з м'якою тональністю і наділяти почуттям упевненості.

## Групові виставки
- 2008: «XL», Тартуська галерея мистецтв, Тарту
- 2008: «Перетинаючи лінію», Нарвська художня галерея, Нарва
- 2008: «Пробудження», Роттердамський центр архітектури і мистецтва, Таллінн
- 2007: «Зміна тіла», галерея ArtDepoo, Таллінн
- 2006: «Чисте зображення», оркестровий зал, Йихві
- 2005: «Автопортрет», Тарту
- 2005: «Усвідомлення», галерея Кунстіхооне, Таллінн
- 2003: випускна виставка Нью-Йоркської академії мистецтв, Каст-хол, Нью-Йорк
- 2002: «Between points A + B», Трайбека-хол, Нью-Йорк
- 2001: «Unplugged», Джекі Хінч-Сайпс, D.A.S.H Gallery, Маямі
- 1998: випускна виставка в Пелгулінській школі, галерея Кулл, Таллінн
- 1996: випускна виставка в школі Кеваде, Таллінн
- 1995: Додати випускна виставка в Пелгулінській школі, галерея Кулл, Таллінн

## Персональні виставки
- 2004: Очі в очі (G-галерея), Таллінн
- 2004: Тиск (Галерея Драаконі), Таллінн
- 2005: Безпорадність (Хаапсалуська міська галерея), Хаапсалу
- 2005: Кольори природи (центр Виру), Таллінн
- 2006: Переродження (галерея Вівіанн Напп), Таллінн

## Галерея

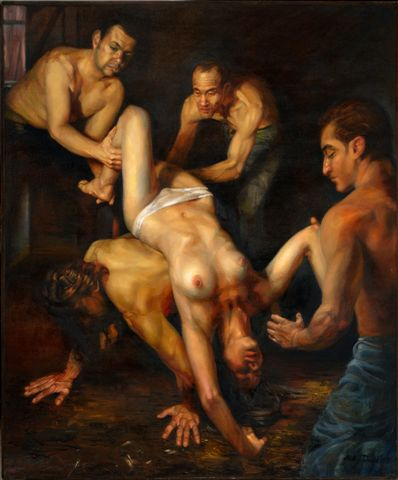
Жінка (2003)
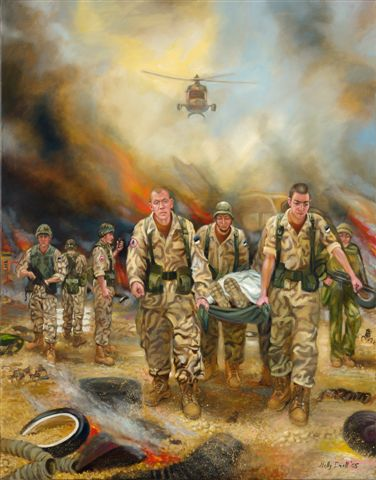
Миротворці в Іраку (2005)
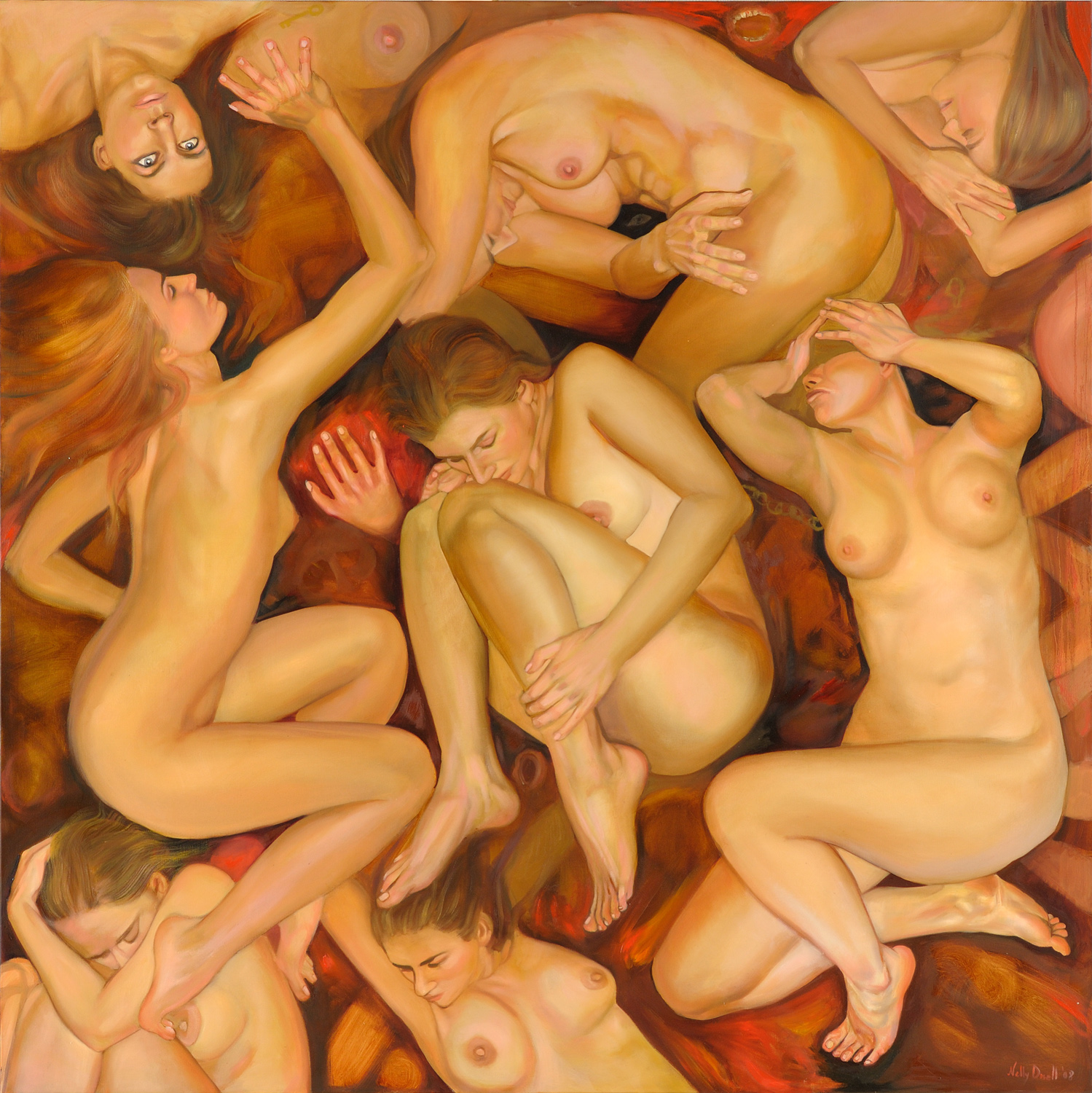
Душа (2008)